# جراحة مجازة الشريان المأبضي

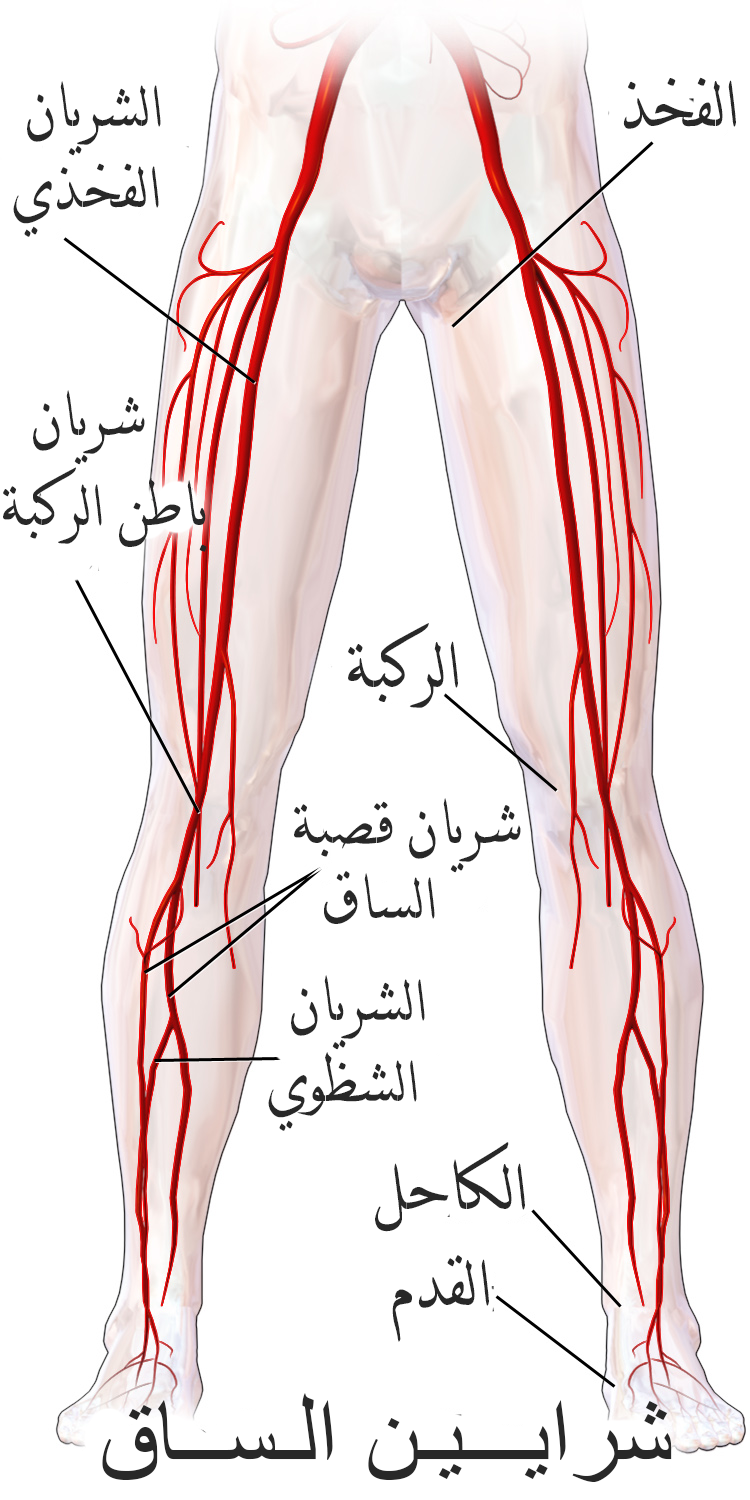
صورة توضح الشرايين التي تنفذ بها العملية

جراحة مجازة الشريان المأبضي (بالإنجليزية: Popliteal bypass surgery)‏، والمعروفة أكثر باسم جراحة شريان الفخد والمأبض واختصارها باللغة الإنجليزية (FPB)، عملية جراحية تستخدم لعلاج شرايين الساق المريضة فوق الركبة أو أسفلها. يستخدم كتدخل طبي لإنقاذ الأطراف المعرضة لخطر البتر ولتحسين قدرة المشي لدى الأشخاص الذين يعانون من العرج المتقطع الشديد (ألم عضلات الساق) وآلام انقطاع التروية في فترة الراحة.
الجراحة الالتفافية المأبضية هي نوع شائع من الجراحة الالتفافية المحيطية التي تنقل الدم من الشريان الفخذي من الفخذ حتى نهاية الشريان المأبضي تحت الركبة. يمتد الشريان الفخذي على طول الفخذ ويمتد ليصبح يسمى بالشريان المأبضي الذي يمتد إلى الخلف من مفصل الركبة وعظم الفخذ. تحمل الشرايين الأصغر إمداد الدم من الشريان المأبضي إلى بطة القدم والقدم نفسها. يمكن أن تؤدي الانسداد الناجم عن تراكم الترسبات أو تصلب الشرايين في أي من هذه الشرايين إلى تقليل الدورة الدموية في الساق، مما يسبب ألما في الساق قد تتداخل وتقلل من القدرة على متابعة الحياة اليومية.
تتضمن الجراحة الالتفافية المأبضية مجرى الشريان المأبضي. أثناء الجراحة، تفتح الجروح الجراحية اعتمادًا على موقع الانسداد. عادة، يؤخذ الوريد الصحي ويعمل كوصلة ويخيط أعلى وأسفل الانسداد لتجاوز الشريان الفخذي الضيق أو المسدود. هذا يسمح بإعادة توجيه الدم إلى التدفق عبر الوعاء الشرياني الجديد حول الانسداد. في بعض الحالات، يتم استخدام شرايين صناعيه مكان الشريان الطبيعي والمكونه من مواد (مثل متعدد رباعي فلورو الإيثيلين) بدلاً من استخدام الوريد الاصلي.

## الاستخدامات
تُستخدم الجراحة الالتفافية لشريان الفخذ والمأبض بشكل أساسي لعلاج حالات انسداد الشريان الفخذي التي تسبب أعراضًا أكثر حدة تقيد إكمال المهام اليومية مثل أمراض الشريان المحيطي والعرج، أو الحالات التي لم تستجب جيدًا لخيارات العلاج الأخرى. قبل النظر في الجراحة، يتم إجراء تعديلات على عادات نمط الحياة مثل الإقلاع عن التدخين أو ممارسة المزيد من الرياضة، أو استخدام الأدوية، لتخفيف الأعراض أو تحسينها.
يشير العرج إلى ألم في الأطراف السفلية قد يشعر به أثناء التمرين أو المشي أو ببساطة أثناء الراحة. يقلل الشريان المسدود الفخذي من تدفق الدم إلى مناطق الفخذ والساق، مما يسبب الألم الذي يؤدي إلى العرج. يمكن أن يؤدي الألم الشديد الناجم عن العرج إلى وجود قدرة مقيدة للغاية على الحركة للشخص، وغالباً ما يكون الألم أثناء الراحة علامة على تدهور الحالة. يُعتبر العرج أيضًا أحد أعراض مرض الشريان المحيطي.
يمكن إجراء جراحة الالتفافية المأبضية على الأشخاص الذين يعانون من الأعراض والظروف التالية:
1. اضطرابات الحياة اليومية وعدم القدرة على المشي بسبب العرج المتقطع
2. الجروح المستمرة في الساق
3. العدوى أو الغرغرينا
4. آلام في فترة الراحة (بسبب نقص الدورة الدموية مما يؤدي إلى ألم الساق)

### فعالية
بشكل عام، فإن ممر الوريد المزروع يستمر ما لا يقل عن 5 سنوات في 60-70 في المئة من الناس. ومع ذلك، سيحتاج حوالي ربع إلى ثلث الأشخاص إلى إجراءات إضافية ومتابعة للحفاظ على حالة الزراعة بشكل جيد. لتقليل مضاعفات ما بعد الجراحة وتجاوز الحاجة لزراعة ثانية، يجب استخدام الرعاية الجراحية الصحيحة والتقنيات الجراحية.
في المقابل، من المرجح أن تصبح الاوعية الاصطناعية مسدودة في المستقبل أكثر من استخدام الأوعية الدموية للشخص. تظل الاوعية الاصطناعية مفتوحة في 33 إلى 50 من كل 100 شخص بعد 5 سنوات من إجراء جراحة المأبض الالتفافيه، بينما باستخدام الأوردة، يبقى الشريان المزروع دون أي اغلاق في 66 من كل 100 شخص. وعلاوة على ذلك، فإن الوريد الصافيني الأكبر، الذي يظهر أنه أكثر دواما على مر السنين بعد الجراحة. أيضًا، عند مقارنة فعالية استخدام متعدد رباعي فلورو الإيثيلين أو الوريد الصافيني العظيم في الأشخاص المصابين بالعرج ونقص تروية الأطراف الحرجة، أظهر الأخير نتائج أفضل على المدى الطويل.
قد تكون هناك حاجة لإعادة العملية إذا تشكل انسداد في الزراعة الجديدة في وقت لاحق. بمرور الوقت، يكون إتجاة الشريان المزروع للانغلاق التدريجي (من المحتمل أن يظل الشريان مفتوح).
في الجراحة الالتفافية المأبضية، و 88% في السنة الأولى، 79% و 76% في 3 و 5 سنوات على التوالي. الظروف البيئية وصحة المريض بشكل عام قد تؤثر أيضًا على مدى المحافظة على الشريان مفتوح.

## مضاعفات
نظرًا لأن العملية تنطوي على جروح متعددة يتم إجراؤها على الساق، فإن هذه العملية عالية المخاطر نسبيًا تتضمن العديد من المخاطر. بعض المضاعفات شائعة في جميع أنواع جراحات الساق، في حين أن بعضها خاص بالجراحة الالتفافية المأبضية. تشمل المضاعفات على سبيل المثال لا الحصر ما يلي:
في دراسة شملت 6007 شخصًا أجروا جراحة الالتفافية المأبضية، كان المعدل الإجمالي للمرض والوفيات 36.8% و 2.3% على التوالي خلال 30 يومًا بعد الجراحة. ومع ذلك، هناك اختلافات يوجد هنالك دراسة للوفيات حيث لم تجد أي وفاة. يمكن أن تؤثر عوامل الخطر الموجودة مسبقًا في الأشخاص على معدلات الوفيات، حيث تكون عوامل الوفاة الشائعة هي قصور القلب واحتشاء عضلة القلب ( الجلطة القلبية ) ومرض السكري والعدوى والسكتة الدماغية.

### عدوى
على الرغم من أن المضادات الحيوية تُعطى عمومًا قبل الجراحة وبعدها، إلا أن الناس ما زالوا عرضة للعدوى بالجروح وهناك نسبة 7.8% من حالات العدوى المرتبطة بجراحة التجويف المأبضي. تعد العدوى شائعة في الجراحة الالتفافية المأبضية بسبب ضعف الدورة الدموية في المنطقة، وسوء الدورة الدموية يعني أن الجروح ستشفى بشكل أبطأ وأن مواقع شقها ستكون لديها فرصة أكبر للإصابة.
تحدث أصابة الشريان المزروع في كل شخص من بين كل 500 شخص، وتحت هذه الظروف تكون إزالة الشريان المزروع ضرورية. يرتبط ارتباطا وثيقا الإلتها مع الشريان المزروع ويؤدي إلى ارتفاع معدلات الاعتلال والوفيات. من العلامات الواضحة ل التهاب الشريان المزروع هي خراج الجيوب. يرتبط داء السكري وإعادة زرع الشريان مع إعادة حصول العدوى. ومع ذلك، يمكن الحد من تكرر العدوى المرتبطة مع زراعة الشريان ومضاعفاته من خلال إحداث التطور في التقنيات الجراحية وتصميم زراعة شريانية متطورة.

#### نزيف
في بعض الأحيان، قد يكون هناك تسرب للسائل أو الدم من جرح شق، أظهرت دراسة أن 7.4 في المئة من الناس يتأثرون خلال 30 يومًا بعد العملية. لكن هذا عادة ما يستقر في الوقت المناسب ولا يشير إلى وجود مشكلة في الزراعة نفسها.

#### مشاكل قلبية
الأشخاص الذين يعانون من مرض الشريان المحيطي الذين يخضعون لجراحة الالتفافية المأبضية هم أكثر عرضة للإصابة باحتشاء عضلة القلب وعدم انتظام في إيقاع القلب، لأن المرضى الذين يحتاجون إلى زراعة شريان مأبضية يكونون أكثر عرضة لارتفاع مستويات الكوليسترول في الدم وارتفاع ضغط الدم. الإجهاد الزائد والأضرار الناجمة عن ارتفاع ضغط الدم وارتفاع مستوى الكوليسترول في الدم يمكن أن يسبب تصلب الشرايين. بمرور الوقت، يضيق الشريان التاجي ويزيد من احتمال إصابة المريض بنوبة قلبية. يمكن أن يكون سبب احتشاء عضلة القلب أيضًا فشل الزراعة نفسها ونقص تدفق الدم.

##### انتفاخ العقد اللمفاوية
يوجد خطر الوذمة اللمفية في 29 بالمائة من المرضى، حيث يستمر تورم الساق عادةً من 2 إلى 3 أشهر. وانتفاخ العقد اللمفاوية يمكن أن يكون سبب انسداد في الجهاز اللمفاوي، مما يؤدي إلى عدم كفاية التصريف اللمفاوي وتراكم السوائل في الساق. على الرغم من أنه غير قابل للشفاء، إلا أن تورم الساق يكون مؤقتًا. قد يساعد العلاج مثل جوارب الضغط أو العناية الدقيقة بالبشرة أو القيام بالتمارين العلاجية على تخفيف الأعراض.

### بتر
في حالات نادرة عندما تؤدي الانسداد إلى تعطيل الدورة الدموية بشدة أو إيقافها، يحدث نقص تروية الأطراف. في حالات الإصابة بنقص التروية، يؤدي عدم توفر الدم الكافي للأنسجة للبقاء على قيد الحياة إلى الغرغرينا وآلام القدم في فترة الراحة، وفي هذه الحالة يكون بتر الأعضاء مطلوبًا. تتمثل الأهداف الرئيسية للبتر في إزالة الأنسجة الميتة وتخفيف الألم وتعزيز التئام الجروح.

### تجلطات الدم
مع العمليات الجراحية مثل الزراعة الشريانية المأبضية، سيكون هناك احتمال متزايد لتشكيل تجلط الدم. في حالات نادرة، ينكسر جزء من الجلطة في الساق وينتقل إلى الرئتين، ويعرف هذا أيضًا باسم الانسداد الرئوي. يمكن تشكيل انسداد في الأوعية الدموية في الرئة عن طريق الانسداد الرئوي، وهذا يمكن أن يسبب تراكم السوائل الزائدة في الرئة. تُعرف هذه الحالة أيضًا باسم الوذمة الرئوية، وهي السوائل الزائدة الموجودة في الرئتين، وبشكل أكثر تحديدًا، تراكم السوائل الزائدة في الأكياس الهوائية في الرئة، مما يؤدي إلى ضعف تبادل الغاز وربما فشل الجهاز التنفسي.
تتراوح نسبة حدوث تجلط الدم في مرحلة مبكرة بين 5-15% لجراحة الالتفافية المأبضية. يرجع سبب التجلط عادةً إلى الأخطاء الفنية للجراحة، وقد تشمل الأسباب الأخرى، تضيق الشرايين وتضيف في الشريان المزروع، انخفاض الناتج القلبي والضغط على. في مثل هذه الحالات، يمكن استخدام الهيبارين (مضادات التخثر) واستئصال الخثرة لعلاج تجلط الدم.

## الإجراء الجراحي
يتم إجراء الجراحة بشكل عام تحت التخدير العام. يقوم الجراح بعمل شق في الجزء العلوي من الساق، ويتم خياطة الشريان المزروع حيث يخيط الرأس العلوي فوق منطقة الإصابة والرأس السفلي بعد منطقة الإصابة والذي إما أن يكون إما من الإنسان نفسه أو وصلة شريانية صناعية. يقوم الشريان المزروع بإعادة توجيه تدفق الدم حول الشريان المسدود، مما يسمح بإمدادات كافية إلى أجزاء الساق. بشكل عام، يُفضل عند الحاجة استخدام الوريد من المريض نفسة كما أظهرت أنه حصل على نتيجة أفضل لهذا الإجراء. في الحالات التي لا يمكن فيها استخدام الوريد، غالبًا ما تستخدم مواد مثل متعدد رباعي فلورو الإيثيلين أو الداكرون (البوليستر الاصطناعية) كوصلة
1. يتم إحضار الشخص إلى غرفة العمليات ملقيا.
2. يتم وضع أبرة الوريد (IV) في القرب من عظمة الترقوة أو اليد أو الذراع. يمكن وضع مجسات القسطرة في منطقة الرسغ والرقبة لمراقبة القلب وضغط الدم للمريض، وكذلك للحصول على عينات من الدم.
3. يتم مراقبة ضغط دم المريض ومستوى الأكسجين في الدم ومعدل ضربات القلب والتنفس أثناء الجراحة من قبل طبيب التخدير.
4. يمكن استخدام كل من التخدير الموضعي أو التخدير العام في الجراحة الالتفافية المأبضية. للتخدير الموضعي، يلزم وجود مدخل أكسجين أنفي لتزويد المرضى بالأكسجين الكافي. للتخدير العام، بعد تخدير المريض، يتم استخدام أنبوب التنفس بدلاً من ذلك لنقل الأكسجين ويتصل بجهاز التنفس الصناعي للمساعدة في التنفس.
5. يتم استخدام قسطرة بولية لتصريف بول المريض من المثانة.
6. لمنع العدوى البكتيرية، يتم إعطاء المضادات الحيوية للمريض عبر الوريد.
7. بعد تنظيف الجلد فوق موقع الجراحة، سيقوم الجراح بعمل شق في الساق، والذي يعتمد على جزء من الشرايين لتجاوزه. يتم تحديد إذ أن المريض بحاجة لوصلة وريدية من الإنسان نفسة والتي تؤخذ من الساق بواسطة الجراح أم بحاجة إلى وصلة وريدية صناعية خارجية.
8. يتم تخييط الوريد المزروع المختار باستخدام غرز دقيقة أعلى وأسفل موقع انسداد الشريان المستهدف.
9. بعد الخياطة، يتم عمل صورة لتخطيط الشرايين للتأكد من عودة تدفق الدم الطبيعي إلى الوريد المزروع الجديد وإغلاق الشق باستخدام الدبابيس أو الغرز.
10. بناءً على ضغط دم المريض، يمكن إعطاء دواء ضغط الدم عن طريق الوريد أثناء وبعد الإجراء لإبقائه ضمن المعدل الطبيعي.
11. سيتم تطبيق ضمادة معقمة على المنطقة المعالجة.[21][22]

### أنواع الوصلات الوريدية الجديدة
غالبًا ما تأتي ترقيع الأوعية الدموية من نفس ساق موقع إجراء العملية، وهي الشرايين الموجودة أعلى وأسفل الركبة. لا يمكن إزالة هذه الأوردة وتجهيزها إلا أثناء الجراحة في وقت عمل العملية الالتفافية. ومع ذلك، في بعض الحالات يتم ترك الوريد الساق الاحتياط ألذي سيستخدم كوصلة في مكانه ويتم وصلة بالشريان (في الإجراء الموضعي). في ظل هذه الظروف، يتم استخدام أنبوب طبي مرن مزود بكاميرا للمساعدة في هذا الإجراء.
كما ذكرنا، قد يكون الوريد المسخدم صناعي مكون مثلاً من ال متعدد رباعي فلورو الإيثيلين خيارًا إذا لم يعثر الجراح على الأوردة المناسبة. يشيع استخدام متعدد رباعي فلورو الإيثيلين في الالتفافية التي تشمل الشرايين عند الركبة أو فوقها.

#### رعاية ما بعد الجراحة
من أجل الحد من خطر حدوث مضاعفات بعد الجراحة، يجب على المرضى الامتناع عن التدخين لأنه يمكن أن يقلل من انسياب الدورة الدموية، مما يزيد من احتمال فشل الوريد المزروع. يعد المشي ضروريًا أيضًا خلال فترات الشفاء المبكرة، فقد يساعد في تقليل التورم لتسهيل التئام الجروح ويساعد على تكوين الشريان الجانبي في الساق، مما يمكن أن يحسن تدفق الدم حول الانسداد. في كثير من الأحيان، يوصف للمريض العلاج الطبيعي بعد العملية لمساعدة المرضى على الاسترخاء في المشي وحركات أخرى للحفاظ على مرونة عضلات الساق. هناك عوامل أخرى مثل الحفاظ على نظام غذائي صحي وممارسة التمارين الرياضية بانتظام قد تمنع الضغط غير الضروري على شرايين الساق من زيادة الوزن. التدخلات المذكورة أعلاه بعد الجراحة يمكن أن تحسن الدورة الدموية بشكل عام وتقلل من مخاطر الحاجة لزراعة ثانية.

##### البدائل
في بعض الحالات التي لا يكون فيها الانسداد شديدًا أو مهددًا للأطراف، فإن الإجراءات البديلة التي قد تحدث هي قسطرة الأوعية الدموية عن طريق الجلد أو استئصال باطنة الشريان. تُستخدم هذه الإجراءات عندما يكون ذلك ممكنًا لأنها تُعتبر إجرائات حد أدنى، وبالتالي تقلل من وقت الشفاء اللازم والمضاعفات المحتملة بعد الجراحة.

## التاريخ
تاريخيا، كانت أول حالات استخدام الوريد كوصلة بديلة في الشريان الفخذي في عام 1948 لعلاج مريض يعاني من قرحة شديدة في القدم. على الرغم من أن تقنية الالتفافية لم تكن اكتشافًا جديدًا، إلا أنها لم تكن مستخدمة ومعروفة على نطاق واسع. في عام 1962، تم تطوير تقنية جراحية جديدة، والمعروفة باسم الإجراء الموضعي واستخدامها على الأوردة لتحسين نصف قطر الوريد. وهو يعمل عن طريق زيادة نصف قطر الوريد لزيادة تدفق الدم على طول الأوعية الدموية. اليوم، ثبت الآن أن هذا الإجراء الموضعي هو الأنسب لتحسين مجرى الوريد في الجزء الأسفل من الساق مقارنة بالجزء العلوي من الساق، خاصة لعلاج مرض نقص تروية متقدم في الساق السفلى.